# 187美國社會檔案
《187美國社會檔案》（英語：One Eight Seven，或記作）是一部1997年美國犯罪驚悚片，由凯文·雷诺兹執導，山繆·傑克森、約翰·赫德、凱莉·羅恩和小克利夫頓·柯林斯主演。劇情講述一名紐約市的高中教師被一名學生刺傷九刀，15個月後，他在洛杉磯擔任全職代課老師，但這回拒絕再成為受害者。片名來自《加州刑法》第187條。電影1997年7月30日在美國上映。
劇本由史考特·亞格曼於1995年撰寫，他在洛杉磯地區的高中擔任了七年的代課老師；他在一名暴力轉學生威脅要殺死自己和家人的事件發生後寫下了劇本。亞格曼向當地警局呈報了此威脅，該學生被捕。大約一周後，地方檢察官傳喚他在法庭上作證指控該學生，對方因一年前刺傷教師助手而被起訴，這讓亞格曼因事先沒有被告知這件事而感到不滿，便開始撰寫劇本。他聲稱電影中九成的素材取材於自己和其他老師在現實生活中發生的事件。

## 演員
- 山繆·傑克森飾演崔佛·加菲
- 約翰·赫德飾演戴夫·柴德瑞斯
- 凱莉·羅恩飾演艾倫·亨利
- 小克利夫頓·柯林斯飾演塞薩爾·桑切斯
- 托尼·普蘭納飾演賈西亞校長
- 傑克·凱勒飾演賴瑞·海蘭德
- 方法人飾演丹尼斯·布羅德威

## 延伸閱讀
- Bernstein, Nell. "little monsters."，存档于（存檔日期 2000-08-18）(Archive, Alternate URL，存档于（存檔日期 1999-01-28）, Archive) Salon.com. August 6, 1997. - Review of the film
- Fassett, Deanna L.; Warren, John T. "A Teacher Wrote This Movie": Challenging the Myths of "One Eight Seven" [movie review]. Multicultural Education, v7 n1 p30-33 Fall 1999. ISSN ISSN 1068-3844. ERIC Number: EJ594392 - Information （页面存档备份，存于） at ERIC

## 外部連結
- 互联网电影数据库（IMDb）上《187美國社會檔案》的资料（英文）
- Box Office Mojo上《187美國社會檔案》的資料（英文）
- 爛番茄上《187美國社會檔案》的資料（英文）
- 史考特·亞格曼專訪 （页面存档备份，存于）